# Kallarollapalli, Bagepalli
Kallarollapalli là một làng thuộc tehsil Bagepalli, huyện Chikkaballapur, bang Karnataka, Ấn Độ.